# Тјудори
Династија Тјудор (енгл. Tudor dynasty, House of Tudor) је била истакнута европска краљевска династија која је потицала из Велса и која је владала Краљевином Енглеском, као и Грофовијом и Краљевином Ирском, од 1485. до 1603. године. Први владар био је Хенри Тјудор, који је са очеве стране потомак владара јужне покрајине Велса, а са мајчине стране потомак енглеске краљевске породице Ланкастер. Породица Тјудор била је наклоњена династији Ланкастер током Рата ружа, па стога њихова породична ружа веома слична ружи породице Ланкастер.
Хенрих Тјудор имао је подршку оних који су били уз породицу Ланкастер, али и незадовољних из клана Јорк. Хенри се снагом војне силе и победе 1485. прогласио енглеским краљем и постаје Хенри VII. Његова победа учвршћена је браком са Елизабетом од Јорка, симболично уједињујући некадашње супарнике у нову династију. Породица Тјудор проширила је своју моћ и ван граница Енглеске, уједињујући Енглеску са Велсом 1542. године, и успешно намећући ауторитет над Краљевином Ирском. Као и претходни владари наставили су да захтевају да владају и Краљевном Француском, али никада нису успели да је освоје.
Укупно је било пет владара из династије Тјудор (Џејн Греј, унука Мери, млађе сестре Хенрија VIII, проглашена је краљицом у периоду од девет дана током 1553. године, и за већину није представљала правог владара).Едвард VI био је једини наследник по мушкој линији Хенрија VIII, али живео је само до пунолетства. Стога питања наследства трона (укључујући бракове, разводе и право жена да буду наследнице трона) су била главно политичко питање током владавине династије Тјудор.
Владавина династије Тјудор завршава се 1603. године са смрћу Елизабете I Тјудор, која није имала наследника. Ипак, приликом тајних преговора са њеним рођаком Џејмсом VI од Шкотске, Краљем Шкотске, (чија пра-прабаба Маргарет је била старија сестра Хенрија VIII) Елизабета успева да постигне да наследник енглеског трона буде породица Стјуарт, и тиме уједињује Краљевину Енглеску и Краљевину Шкотску.

## Успон ка трону
Тјудорови су потомци по женској линији Џона Бофорта, који је био ванбрачно дете енглеског принца из 14. века, Џона од Гента, првог војводе породице Ланкастер (трећи син Едварда ), и Џонове вишегодишње љубавнице, Катарине Санфорд. По правилу ванбрачна деца немају право на трон, али ситуација се закомпликовала када је 1396. године Џон од Гента оженио Катарину Санфорд (25 година након рођења Џона Бофорта). Због тог брака, папа издаје декрет којим црква исте године признаје Бофорта као легитимног наследника. Годину дана касније, 1397. године и Парламент доноси акт којим се Бофорт признаје као легитимни наследник. Породица Бофорт остаје у добрим односима са наследницима Џона од Гента из првог брака, односно са породицом Ланкастер.
Унука Џона Бофорта, Маргарет Бофорт била је удата за Едмунда Тјудора, првог грофа од Ричмонда. Тјудор је био син Овена Тјудора, пореклом из Велса, и Катарине Валоа. Едмунд Тјудор и његови рођаци били су нелегитимни наследници или су потицали из тајног брака, па су своје богатсво највише дуговали доброј вољи свога полубрата Хенрија . Када је породица Ланкастер изгубила моћ и породица Тјудор се нашла у немилости новог владара.
Едмундов син Хенри Тјудор, рођен у дворцу Пембрук, одрастао је у јужном Велсу. Изгнанство је провео у Бретањи, а његова мајка Леди Маргарет је остала у Енглеској, преудала се и покушавала да помогне сину и да му нађе савезнике у Енглеској којом је у то време владала породица Јорк. Како је већина породице Ланкастер поумирала и није било адекватног наследника, Хенри се само-проглашава за наследника породице Ланкастер. Са друге стране, његова мајка искоришћава непопуларност Ричарада III и успева да направи савез са незадовољним поборницима ривалске породице Јорк. Хенри се 1485. године искрцава у Енглеску и побеђује Ричарда  у бици на Босвортском пољу и проглашава се за краља Хенрија VII. Браком са нећаком Ричарда III, Елизабетом од Јорка, Хенри VII успева да отклони и задњу сумњу у његово право на трон, Енглеска добија нову династију која потиче и од Ланкастер и од Јорк породице и на овај начин завршава се Рат ружа. Симбол нове династије је Тјудорска ружа, ружа која је настала комбинацијом беле руже, која представља симбол породице Јорк, и црвене руже, која представља симбол породице Ланкастер.
Краљ Хенри VII Тјудор и краљица Елизабета су имали неколико деце, од којих је четворо преживело рано детињство: Артур, принц од Велса, Хенри, војвода од Ричмонда, Маргарет, која се удала за Џејмса IV од Шкотске, и Мери, која се удала за Луја . Хенри VII је оженио његовог најстаријег сина Артура са Катарином од Арагона, и на тај начин ојачао савез са шпанском монархијом. Четири месеца након венчања, Артур умире и оставља свог млађег брата Хенрија као наследника. Хенри VII добија дозволу од папе да Хенри ожени Артурову удовицу. Ипак, Хенри VII одлаже венчање, тако да се они нису венчали за његовог живота.
Нови краљ Хенри VIII Тјудор се оженио Катарином од Арагона 11. јуна 1509. године, а крунисани су 24. јуна исте године у Вестминстерској опатији. Ипак, Катарина није рађала мушку децу, што је Хенри јако желео. Прво дете је била ћерка и била је рођена мртва. Друго дете је био син Хенри, који је умро 52 дана након рођења. Имали су још неколико мртво рођене деце, све до рођења ћерке Мери, која је рођена 1516. године. Када је Хенрију постало јасно да је династија Тјудор под ризиком да нема наследнике, он се консултовао са својим премијером кардиналом Томасом Вулсијем о могућности развода. Восли је посетио Рим, где се надао да ће успети да добије папину дозволу за развод. Ипак, црква је била под веома јаким утицајем нећака Катарине од Арагона, Карла , цара Светог римског царства, који се веома залагао за своју тетку. Хенри не добија папски опроштај због развода и Катарина успева да оспори развод. Восли пада у немилост због неуспеха и Хенри поставља Томаса Кромвела на његово место.

## Раскид са римским католицизмом
У намери да се дозволи Хенрију развод, енглески парламент доноси законе којима се прекидају везе са Римом и краљ се проглашава главним поглаварем Енглеске цркве. Томас Кранмер, новопостављени надбискуп Кантерберија, проглашава Хенријев брак са Катарином поништен. Ово омогућава Хенрију да се ожени са једном од дворских дама, својом љубавницом Аном Болен, која је била ћерка дипломате Томаса Болена. Ана остаје у другом стању 1533. године и у септембру исте године рађа ћерку коју су назвали Елизабета у част Хенријеве мајке. Ана је имала још трудноћа које су се завршиле подбачајима и децом која су мртво ређена. Томас Кромвел се уплиће поново, тврдећи да је Ана имала љубавнике током брака са Хенријем. Оптужена је за велеиздају, вештичарење и инцест; проглашена је кривом и осуђена на смрт. Убијена је 1536. године. 

### Протестантски савез
Хенри се опет жени, по трећи пут, са Џејн Симор, ћерком племића. Џејн остаје трудна и 1537. године рађа сина, који ће постати краљ Едвард  након Хенријеве смрти 1547. године. Џејн умире од породиљске грознице неколико дана после порођаја и Хенри бива очајан. Са друге стране, Кромвел успева да уједини Енглеску и Велс и тиме добија велику наклоност краља.
Хенри се оженио по четврти пут, ћерком немачког протестантског војводе, Аном Клевском, и на овај начин направио савез са немачким протестантским државама. Хенри је био невољан да се поново ожени, поготово протестанткињом, али се његово мишљење променио када му је дворски сликар Ханс Холбајн Млађи показао њен портрет. Она је дошла у Енглеску децембра 1539. године, а 1. јануара 1540. године Хенри се запутио у Рочестер да је упозна. Иако историчар Гилберт Бурнет тврди да ју је Херни ословио са кобила, не постоји никакав доказ да је он то рекао; дворски амбасадор који је уговарао брак похвалио је њену лепоту. Какви год да су разлози били, брак није успео и Ана се сложила на поништење брака и притом добила огромно обештећење, укључујући дворац Ричмонд, Хевер замак и много других имања широм земље. Хенри је изабрао Кромвела као кривца за неуспех брака и 28. јула 1540. године наредио је да га убију.
Пети брак је био са католикињом Катарином Хауард, рођаком војводе Томаса Хауарда. Заговорници католицизма су се надали да ће Катрина Хауард успети да убеди Хенрија да врати римски католицизам у Енглеску. Хенри је Катарину називао “ружом без трна”, али брак је пропао. Катарина је била приморана на брак са неатрактивним, крупним човеком који је био 30 година старији од ње и заправо није ни желела да се уда за Хенрија. Док је била у браку са Хенријем направила је прељубу са Томасом Кулпепером. Оптужена је за издају и погубљена 13. фебруара 1542. године, и на тај начин пропала је и последња нада повратка римског католицизма у Енглеску.
Када се Хенри оженио са протестанткињом Катарином Пар 1543. године, римско католички саветници, укључујући и Томаса Хауарда, изгубили су сваки утицај на Хенрија. Ипак, Хенри је и даље био католик, и готово да су успели да га убеде да ухапси Катарину због спровођења лутеранских ритуала за време лечења Хенрија током болести. Ипак, његов син Едвард био је одгајен као протестант. На то су пре свега утицали његови тутори, бискуп Ричард Кокс, Џон Белмеин, и сер Џон Чеке. Дворска дама задужена за његово одгајање била је Бланш Херберт Трој, чији преци подржавали протестантизам..

## Едвард: протестантски екстремизам
Године 1544. Хери је предводио трупе приликом опсаде Булоња, што представља покушај освајања француске територије. Након овога Хенри се разбољева и умире 28. јануара 1547. године. У свом тестаменту Хенри признаје ћерке из поништених бракова са Катарином од Арагона и Аном Болен, али оне и даље нису законити наследници. (Како су ови бракови били поништени, они се законски никада нису ни десили, па деца из ових бракова су незаконска.) У случају да све троје његове деце умре без наследника, тестамент прописује да потомци његове млађе сестре Мери имају предност у односу на потомке његове старије сестре Маргарет, краљице Шкотске. Едвард, његов деветогодишњи син из брака са Џејн Симор, постаје Едвард VI краљ Енглеске.

### Вовода од Самерсета
Иако је Хенри одредио групу људи који ће бити регенти до Едвардовог пунолетства, Едвард Симор, први војвода од Самерсета, Едвардов ујак, брзо успева да преузме потпуну контролу и власт и проглашава себе војводом од Самерсета 15. фебруара 1547. године. Његова доминација над краљевим саветницима била је потпуна. Самерсет је желео да уједини Енглеску и Шкотску браком између Едварда и младе шкотске краљице Мери, и намеравао је да спроведе Енглеску реформацију на Шкотску цркву. Самерсет је повео велику и добро опремљену војску на Шкотску. У бици код Пинки Клеугха, ова војска се сукобила са војском регента Џејмса Хамилтона, другог грофа од Арана, 10. септембра 1547. године. Самерсетова војска успева да порази Шкоте, али млада краљица Мери успева да побегне у Француску где се вери са дофеном, будућим Франсоом II. Упркос Самерсетовом незадовољству због неуспелог брака, његова победа код Пинки Клеугха чини његову позицију на двору неоспорном.
У међувремену, Едвард VI, упркос томе што има само девет година, креће у реформу религије. Године 1549. Едвард наређује да се изда Књига обичних молитви, која прописује начин одржавања служби у цркви. Контроверзна нова књига није наишла на одобравање од стране католичких конзервативаца али ни од стране реформиста и посебно је била забрањена Девону и Корнволу, где је утицај традиционалног католицизма био најјачи. У то време у Корнволу многи житељи су знали само Корнијски језик, тако да нису разумели нове литургије и нови Енглески превод Библије. Ово је узроковало да људи из Корнвола креирају Молитвену књигу побуне. Ово је забринуло Самерсета, који је у то време већ постао лорд-протектор и он шаље војску да угуши побуну. Сваки десети становник Корнвола био је погубљен. Побуна није утицала да Едвард пажљивије мења религиозне прописе, већ је само продубила његов негативан став према католичким неконформистима. Ово се односило и на његову старију сестру, ћерку Катарине од Арагона, Марију, која је била побожна и посвећена католикиња. Едвард је имао добар однос са другом сестром, Елизабетом, која је била протестанткиња. Иако је била умерена протестанткиња, то добија на значају приликом оптужбе да је починила прељубу са братом војводе Самерсета, Томасом Симором, који је био муж Хенријеве последње жене, Катарине Пар. Елизабету је испитивао један од Едвардових саветника, и на крају је ослобођена оптужби, без обзира на принудне исповести њених слуга Катарине Ешли и Томаса Пара. Томас Симор је ухапшен и погубљен 20. маја 1549. године.

### Проблематично наслеђе
Лорд-протектор Самерсет полако губи моћ. После насилног одвођења Едварда VI у Виндзорски замак, у намери да га тамо држио као таоца, Самерсет бива смакнут са власти од стране чланова савета, пре свега од стране свог главног ривала Џона Дадлија. Џон Дадли проглашава себе војводом од Нортамберленда и постаје лорд-
протектор, али поучен грешкама претходника не користи ову титулу. Нортамбеленд био је веома амбициозан и желео је да осигура протестантску цркву у Енглеској, али је истовремено се и богатио и уграбио за себе пуно новца и разна имања. Наредио да се у црквама униште сви традиционални католички симболи, па су многе цркве изгледале празне и опустошене. Ревизија Књиге обичних молитви објављена је 1552. године. Када се Едвард VI разболео 1553. године, његови саветници знали су да би наследник престола требало да буде леди Марија, и бојали су се да би она могла да поништи реформе које су направљене за време Едвардове владавине. Можда изненађујуће, али Едвард, који је умирао, највише се плашио повратку католицизму, и зато је написао нови тестамент који преправља тестамент Хенрија VII из 1544. године. Овај нови тестамент даје право наследства његовој рођаци Леди Џејн Греј, која је била унука Марије Тјудор, сестре Хенрија VIII, која се након смрти Луја  удала за Чарлса Брандона, војводу од Сафокса. Мајка леди Џејн била је леди Фрасес Брендон, ћерка принцезе Марије и војводе Сафока. Војвода Нортамберленд оженио је Џејн са својим најмлађим сином Гилфордом Дидлијем. Када је 6. јула 1553. године Едвард VI умро, леди Џејн је проглашена за краљицу. Ипак, велика подршка за правог наследника династије Тјудор-чак и католичког - је предвладла и покварила планове војводе Нортамберленда, и Џејн, која никада није ни желела да прихвати круну, смењена је са власти после само девет дана. Марија заузима трон уз подршку и своје млађе сестре Елизабете. Џејн и њен муж су касније погубљени.

## Марија I: проблематична владавина
Рани период владавине краљице Марије  био је успешан. Политичари, који су првобитно подржавали Леди Џејн Греј, сада су подржавали Марију, а она је уништавала свакога ко је покушавао да јој одузме власт. Леди Џејн је била затворена у Лондон тауеру, где је била релативно удобно смештена, и било јој је дозвољено да се шета напољу (у оквиру зидина). Ипак, када је отац Џејн Греј, Хенри Греј, први војвода од Сафокса, покушао да скине Марију са престола и да врати Џејн круну, Марија је погубила обојицу војвода од Сафокса и војводу од Нортамберленда. После мало оклевања и неуспеха да убеди Џејн да прими римокатоличку вероисповест, Марија је погубила леди Џејн 12. фебруара 1554. године и на тај начин се осигурала да неће бити нових покушаја да врате Џејн на престо.
Убрзо Марија најављује да планира да се уда за шпанског принца Филипа, који је био син Карла V, цара Светог римског царства, нећака њене мајке. Вест о савезу са Шпанијом била је лоше прихваћена код Енглеског народа, који се бојао да ће Шпанија користити Енглеску као савезника и на тај начин увлачити Енглеску у непотребне ратове. Томас Вајат млађи користи растуће незадовољство и подстиче буну против Марије, са намером да је скине са трона и замени са њеном млађом полусестром Елизабетом. Завера бива откривена и сви који су подржавали Вајата бивају прогоњени и убијани. Вајата су мучили, у нади да ће пружити доказ да је Елизабета умешана и на тај начин омогућити Марији да да наредбу за погубљење Елизабете због издаје. Вајат никада није потказао Елизабету и бива погубљен. У међувремену, Елизабета проводи време по разним затворима, укључујући и Лондон тауер.
Марија се удаје за Филипа у Винчестерској катедрали, 25. јула 1554. године. Ипак, Филипу није била привлачна и проводио је минимално времена са њом. Током њене петогодишње владавине, Марија је пар пута мислила да је трудна, али никада није родила. Очајна јер ретко виђа мужа и забринута што не носи наследника за католичку Енглеску, Марија постаје огорчена. У циљу да поврати у Енглеску римокатоличку веру и да осигура трон од протестантских претњи, Марија између 1555. и 1558. године наређује да многи протестанти буду спаљени на ломачи. Њена тежња да врати католичку веру у Енглеску била је слабо прихваћена од стране већине у Енглеској, коју су чинили протестанти. Маријини снови да оживи католичку веру у династији Тјудор су пропали, а њена популарност опада када је изгубила и последњу Енглеску територију на француском земљишту, Кале 7. јануара 1558. године. Ипак, за време владавине Марије, уведен је нови новчани систем који је коришћен све до осамнаестог века, а њен брак са Филипом отворио је нове трговинске путеве за Енглеску. Такође Марија је примила и првог руског амбасадора у Енглеску, креирајући, по први пут, везе између Русије и Енглеске. Марија је умрла 17. новембра 1558. године. Елизабета Тјудор у 25-ој години постаје краљица Енглеске.

## Године интрига и завера: Елизабета I
Елизабета I долази у Лондон уз славље и владајуће класе и обичних људи. За премијера бира Вилијама Сесила, протестанта, некадашњег секретара лордова протектора Едварда Симора и Џона Дадлија. Он је био поштеђен током владавине Марије и често је посећивао Елизабету, под изговором да јој прегледа рачуне и трошкове. Он је био рођак и пријатељ Перија Бланча, особе која је била најближа Елизабети током 56 година . Елизабета је такође поставила свог миљеника, сина војводе од Нортамберленда Роберта Дадлија за шефа коњице, и на тај начин омогућила да буде са њим у сталном приватном контакту.

### Наметање Енглеске цркве
Елизабета је била протестанткиња; била је ћерка Ане Болен, која је имала кључну улогу у Енглеској реформацији 1520-их година. Како је Марија протеривала протестанте бискупи који су остали били су католици и сами су и учествовали у протеривању протестантских свештеника. Зато је, када је 1553. године Елизабета постала краљица, било тешко наћи бискупа који би је могао крунисати. Ипак, 1559. године у јануару, крунисање је одржано, а крунисао ју је бискуп Овен Оглетхорп. Током церемоније након покушаја бискупа Овена да изведе традиционално католички део крунисања, Елизабета је устала и отишла. Одмах након крунисања 1559. године донета су два важна законска акта Акт о униформности и Акт о првенству, који успостављају протестантску Енглеску цркви и дају Елизабети титули Врховног гувернера Енглеске цркве (титула „Врховни поглавар“ коју су користили њен отац и брат сматрала се неумесном за женског владара). Ови актови прописивали су посећивање црквених церемонија сваке недеље, заклетве за свештена лица, потом независност Енглеске цркве у односу на Католичку цркву и ауторитет Елизабете као црквеног поглавара (тј. гувернера). Уколико се заклетва одбије први пут давана је друга шанса, после које, уколико заклетва није направљена, особа бива лишена имања и прихода и отпуштена са радног места.

### Притисак за удају
Елизабета је била веома популарна, али и њен Врховни савет и парламент су били мишљења да треба да се уда и да када то учини, њен муж ће на себе преузети власт и тиме је ослободити терета владавине. Такође, уколико Елизабета не би имала наследника, Тјудор династија би се окончала и у том случају постојала је могућност грађанског рата између ривалских породица које би желеле трон. Из готово свих европских нација слати су просци на енглески двор. Елизабета се веома разболела 1564. године, имала је велике богиње и постојала је могућност да ће умрети. Тада је Роберту Дадлију доделила титулу лорда протектора у случају њене смрти. После опоравка, унапредила га је у Врховни савет и дала му титули грофа од Лестера, у нади да ће се Мери удати за њега. Мери га одбија и удаје се за Хенрија Стјуарта, који је био потомак Хенрија  и на тај начин Мери добија још јаче право на Енглески трон. Иако су и многи католици били лојални Елизабети, многи су такође веровали, пошто је Елизабета нелегитиман наследник јер је брак њених родитеља поништен, да је Мери права наследница трона. Упркос овоме, Елизабета није желела да прогласи Мери својом наследницом јер је по сопственом искуству увидела да би је опозиција могла свргнути са власти и поставити Мери за краљицу као што је то учинила када је свргла са власти Марију и поставила Елизабету за краљицу.
Постојале су бројне претње трону током владавине Елизабете. Током 1569. године група грофова предвођена Чарслом Невилом и Томасом Пирслијем покушала је да свргне Елизабету са власти и да на трон постави Мери Стјуарт. Томас Хауард, војвода Норфока, који је прешао из протестантске у католичку веру, 1571. године имао је план да се ожени са Мери Стјуарт, а потом да свргне са власти Елизабету и да на власт постави Мери. Ова завера је откривена и Хауард је погубљен. Следећа велика завера била је 1601. године, када је Роберт Деверлекс, гроф Есекса, покушао је да побуни град Лондон против Елизабетине владавине. Показало се да Лондон није био жељан побуне; Роберт Деврлекс и његови побуњеници бивају погубљени. Претње су долазиле и изван граница Енглеске. Папа Пије V папским едиктом искључује Елизабету из цркве. Елизабета је била под притиском парламента да погуби Мери Стјуарт, да би спречила сваки даљи њен покушај преузимања престола. Иако је добила пар званичних захтева од парламента Елизабета је била неодлучна у намери да погуби Мери. Коначно, она бива убеђена да Мери прави завере и потписује смртну пресуду 1586. године. Мери бива погубљена 8. фебруара 1587. године, што је изазвало бес и гађење католичког дела Европе.

### Последње наде за наследника Тјудорове династије
Упркос притисцима Елизабета се никада није удала. Најближе је била браку 1579. и 1581. године, када је била прошена од стране Френсиса, војводе од Аноја, који је био најмлађи син Анрија II од Француске и Катарине Медичи. Упркос сталним молбама владе да се уда, влада је убеђивала Елизабету да се не уда за француског принца; његова мајка Катарина Медичи била је сумњичена да је директно одговорна за маскар познат као Вартоломејска ноћ који се десио 1572. године и када је побијено неколико хиљада француских протестаната - хугенота. Елизабета није желела да направи исту грешку као што је направила њена сестра када се удала за Филипа II од Шпаније и зато одбија војводу од Аноја. Елизабета је знала да је наставак лозе Тјудор немогућ, 1581. године имала је 48 година и више није могла остати трудна.
Најопаснија претња владавини Елизабете била је Шпанска армада 1588. године. Овај напад наредио Филип II од Шпаније, а нападом је командовао Алонсо де Гузман Ел Буено. Шпанци су имали 22 галије и 108 наоружаних трговачких бродова; ипак Енглеска и Низоземска република су били бројнији. Шпанија је изгубила због лошег времена јер су се многи бродови у Ламаншу разбили о стене. Поред лошег времена Шпанци нису имали добру стратегију и слабо су били снабдевени залихама.
Иако је Елизабета физички била слабија током година, њена владавина је наставила да доноси добробит људима. Током 1590-их година било је несташице хране јер су жетве пропале. Због тога Елизабета доноси закон сиромашних, којим држава даје земљорадницима који су били превише болесни да би радили извесну суму новца. Сав новац који је Елизабета позајмила од парламента био је враћен. Умрла је 24. марта 1603. године у дворцу Ричмонд. Није именовала наследника. Ипак, њен премијер Роберт Сесил подржавао је Џејмса I Стјуарта протестанта, сина Мери, краљице Шкота и његов долазак на престо био је без супротстављања. Лоза Тјудор није имала мушких наследника. Династија Стјуарт влада Енглеском готово цео век.

## Владари Енглески из Тјудорове династије
Шест владара из Тјудорове династије:
| Слика | Име           | Право на трон                                         | Датум рођења              | Датум доласка на трон                                          | Датум смрти                         | Брак(ови) |
| ----- | ------------- | ----------------------------------------------------- | ------------------------- | -------------------------------------------------------------- | ----------------------------------- | --- |
|       | Хенри         | потомак Едварда III                                   | 28. јануар 1457. године   | 22. август 1485. године (крунисан 30. октобра 1485. године)    | 21. август 1509. године             | Елизабета од Јорка                                                                                             |
|       | Хенри         | син Хенрија                                           | 28. јун 1491. године      | 21. април 1509. године (крунисан 24. јуна 1509. године)        | 28. јануар 1547. године             | (1) Катарина од Арагона, (2) Ана Болен, (3) Џејн Симор, (4) Ана Клевска, (5) Катарина Хауард, (6) Катарина Пар |
|       | Едвард        | син Хенрија са Џејн Симор                             | 12. октобар 1537. године  | 28. јануар 1547. године (крунисан 20. фебруара 1547. године)   | 6. јул 1553. године                 | – |
|       | Џејн (спорна) | Праунука Хенрија VII; унука сестре Хенрија VIII, Мери Тјудор | 1537. године              | 10. јула 1553. године (никада није крунисана)                  | погубљена 12. фебруара 1554. године | лорд Гилфорд Дидли                                                                                             |
|       | Марија        | ћерка Хенрија VIII са Катарином од Арагона            | 18. фебруар 1516. године  | 19. јула 1553. године (крунисана 1. октобра 1553. године)      | 18. новембар 1558. године           | Филип II од Шпаније                                                                                            |
|       | Елизабета     | ћерка Хенрија са Аном Болен                           | 7. септембар 1533. године | 17. новембар 1558. године (крунисана 15. јануара 1559. године) | 24. март 1603. године               | – |